# Marinarozelotes manytchensis
Marinarozelotes manytchensis es una especie de araña araneomorfa del género Marinarozelotes, familia Gnaphosidae. Fue descrita científicamente por Ponomarev & Tsvetkov en 2006.
Se distribuye por Ucrania y Rusia. El cuerpo del macho mide aproximadamente 5,7 milímetros de longitud y el de la hembra 5,8 milímetros.